# Gianfranco Dalla Barba
Gianfranco Dalla Barba, né le 11 juin 1957 à Padoue et mort le 21 novembre 2024 dans la même ville,, est un sabreur italien médaillé olympique à Los Angeles et Séoul, et trois fois vice-champion du monde.

## Biographie
Gianfranco Dalla Barba dispute deux éditions des Jeux olympiques. Il est sacré champion olympique par équipe en 1984 à Los Angeles (avec Ferdinando Meglio, Giovanni Scalzo, Marco Marin et Angelo Arcidiacono) et médaillé de bronze par équipe en 1988 à Séoul (avec Giovanni Scalzo, Marco Marin, Ferdinando Meglio et Massimo Cavaliere).